# شوشو كاستيلو
شوشو كاستيلو (بالإسبانية: Chucho Castillo)‏ مواليد 17 يونيو 1944 في ليون، ولاية غواناخواتو، المكسيك - الوفاة 15 يناير 2013، كان ملاكم مكسيكي سابق صنّف ضمن فئة وزن الريشة. حقق بطولة رابطة الملاكمة العالمية وبطولة المجلس العالمي للملاكمة.

## إحصائيات
خاض خلال مسيرته 66 نزالا، فاز في 46 وتعادل في 2 وخسر في 18. فاز بالضربة القاضية في 22 نزالا.

## روابط خارجية
- شوشو كاستيلو على موقع بوكس ريك (الإنجليزية) (registration required)